# Live at the Rainbow ’74
A Live at the Rainbow ’74 a brit Queen együttes koncertfilmje, melyen a Sheer Heart Attack Tour keretében 1974. november 20-án adott koncert felvétele látható. A videó anyaga 1992-ben részben már megjelent VHS-en a Box of Tricks díszdobozos kiadvány részeként.
A koncert hangfelvétele dupla CD-n és négyszeres LP-n is megjelenik, kiegészítve a Queen II album turnéjának 1974. március 31-i fellépésének hanganyagával, ami szintén a Rainbow Theater-ben zajlott.

## A kiadvány dalai

### DVD/Blu-ray (novemberi koncert)
1. "Procession"
2. "Now I'm Here"
3. "Ogre Battle"
4. "Father to Son"
5. "White Queen (As It Began)"
6. "Flick of the Wrist"
7. "In the Lap of the Gods"
8. "Killer Queen"
9. "The March of the Black Queen"
10. "Bring Back That Leroy Brown"
11. "Son and Daughter"
12. "Guitar Solo"
13. "Son and Daughter (Reprise)"
14. "Keep Yourself Alive"
15. "Drum Solo"
16. "Keep Yourself Alive (Reprise)"
17. "Seven Seas of Rhye"
18. "Stone Cold Crazy"
19. "Liar"
20. "In the Lap of the Gods... Revisited"
21. "Big Spender"
22. "Modern Times Rock 'n' Roll"
23. "Jailhouse Rock"
24. "God Save the Queen"

#### Bónusz (márciusi koncert részlet)
1. "Son and Daughter"
2. "Guitar Solo"
3. "Son and Daughter (Reprise)"
4. "Modern Times Rock 'n' Roll"

### Dupla CD

#### Első lemez (márciusi koncert)
1. "Procession"
2. "Father to Son"
3. "Ogre Battle"
4. "Son and Daughter"
5. "Guitar Solo"
6. "Son and Daughter (Reprise)"
7. "White Queen (As It Began)"
8. "Great King Rat"
9. "The Fairy Feller’s Master-Stroke"
10. "Keep Yourself Alive"
11. "Drum Solo"
12. "Keep Yourself Alive (Reprise)"
13. "Seven Seas of Rhye"
14. "Modern Times Rock ’n’ Roll"
15. "Jailhouse Rock"/"Stupid Cupid"/"Be-Bop-A-Lula" (Medley)
16. "Liar"
17. "See What a Fool I’ve Been"

#### Második lemez (novemberi koncert)
1. "Procession"
2. "Now I'm Here"
3. "Ogre Battle"
4. "Father to Son"
5. "White Queen (As It Began)"
6. "Flick of the Wrist"
7. "In the Lap of the Gods"
8. "Killer Queen"
9. "The March of the Black Queen"
10. "Bring Back That Leroy Brown"
11. "Son and Daughter"
12. "Guitar Solo"
13. "Son and Daughter (Reprise)"
14. "Keep Yourself Alive"
15. "Drum Solo"
16. "Keep Yourself Alive (Reprise)"
17. "Seven Seas of Rhye"
18. "Stone Cold Crazy"
19. "Liar"
20. "In the Lap of the Gods... Revisited"
21. "Big Spender"
22. "Modern Times Rock 'n' Roll"
23. "Jailhouse Rock"
24. "God Save the Queen"